# Polyclinum tenuatum
Polyclinum tenuatum är en sjöpungsart som beskrevs av Kott 1992. Polyclinum tenuatum ingår i släktet Polyclinum och familjen klumpsjöpungar. Inga underarter finns listade i Catalogue of Life.